# Kantilal Lallubhai Dalal
Kantilal Lallubhai Dalal es un diplomático de carrera retirado indio.
Kantilal Lallubhai Dalal es hijo de Lalitaben y Lallubhai.
- En 1949 entró al servicio exterior y fue empleado en Praga, Estocolmo, 1959 en Washington D. C. y Katmandú.
- De 1966 a 1969 fue Cónsul General en Saigón.
- De 1969 a 1972 fue embajador en Jartum.
- En diciembre de 1972 fue designado secretrario de enlace del departamento África en el Ministerio de Asuntos Exteriores.
- De 1977 a 1980 fue embajador en Bangkok y representante permanente del gobierno de la India en la United Nations Economic and Social Commission for Asia and the Pacific.
- De 1980 a 1982 fue embajador en Viena.[1]
- De 1981 a 1982 fue presidente de la Organización de las Naciones Unidas para el Desarrollo Industrial[2]